# Sehnsucht (emotie)

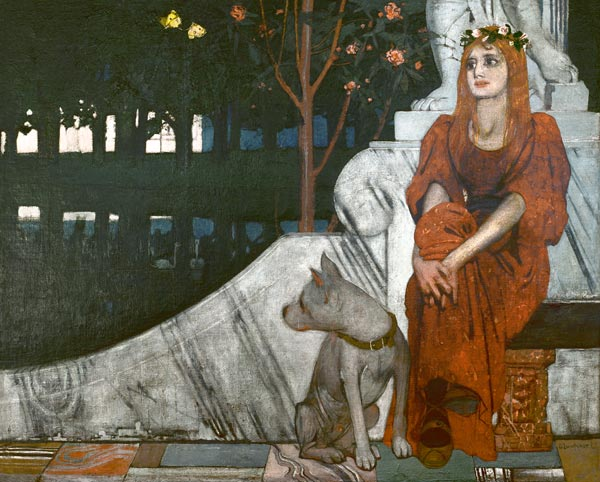
Sehnsucht door Oskar Zwintscher, ca. 1900

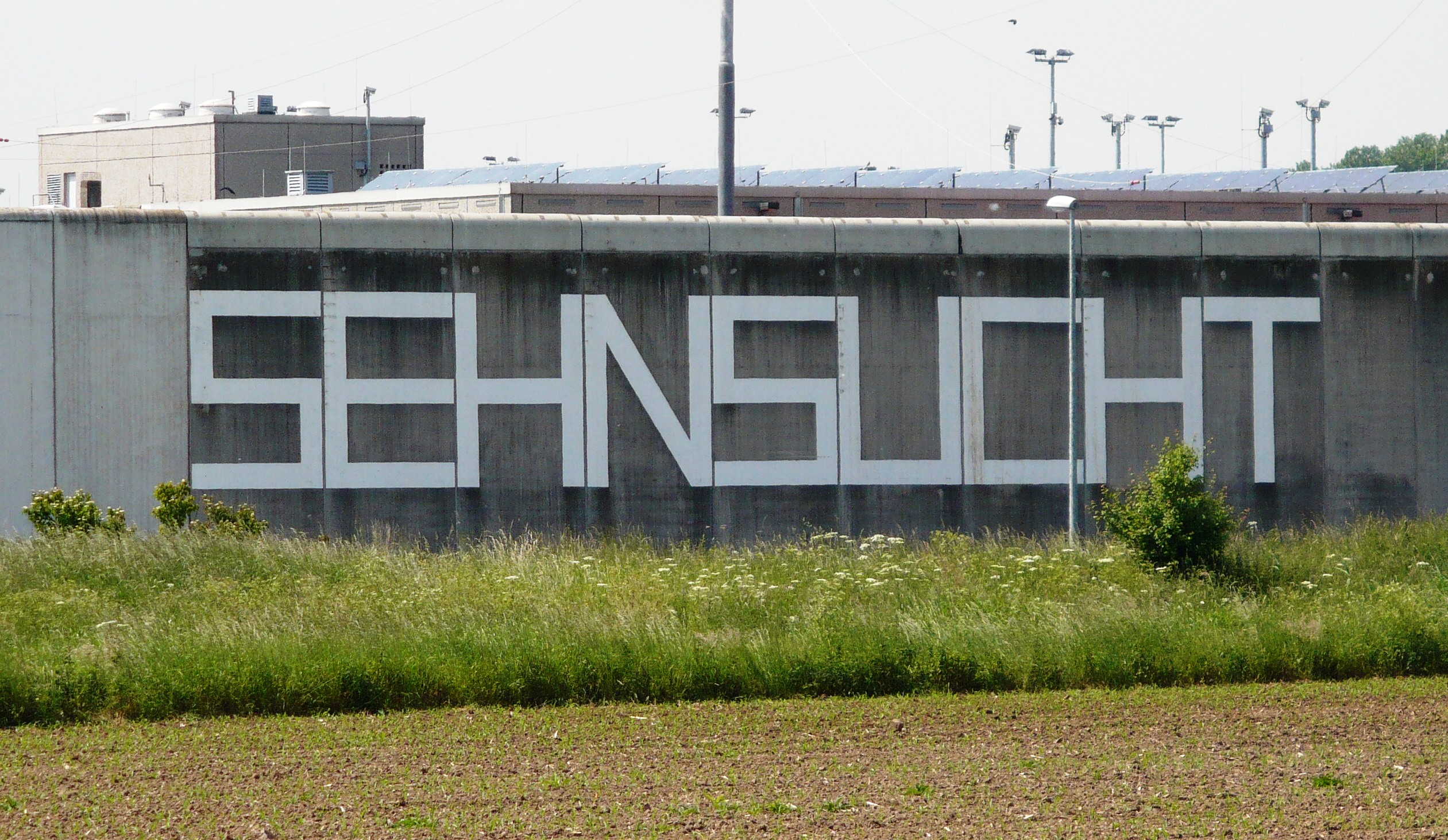
Sehnsucht op een gevangenismuur

Sehnsucht is een Duits begrip, volgens de Duden de "ziekte van het lijdzaam begeren" ("Krankheit des schmerzlichen Verlangens"), afgeleid van het werkwoord sehnen, verlangen. Het is een emotie die een immense hunkering aanduidt naar een persoon of zaak waar men van houdt of die men begeert, verbonden met een intens gevoel van pijn door de onbereikbaarheid van het object van begeerte. Sehnsucht kan bij hen die eraan lijden, ziekelijke vormen aannemen, tot en met een doodswens als gevolg.
Het woord wordt, onvertaald, in vele andere talen gebruikt en is in de Duitse literatuur van de 19e en 20e eeuw een vaak terugkerend thema.